# Benjamín Rojas Ferrera
Benjamín Ignacio Rojas Ferrera (Santiago, Chile, 1 de marzo de 2001) es un futbolista chileno que juega como defensa en el  Académico Viseu de la Segunda División de Portugal.

## Carrera
Rojas comienza su carrera desde las divisiones inferiores de Palestino, club con el que debuta como jugador profesional en el año 2020 en un encuentro con la Universidad Católica el 8 de noviembre de 2020, terminando el encuentro en una derrota 4-1, y siendo el único partido que jugaría por el club en esa temporada. En la temporada siguiente, no es considerado parte del proyecto del cuerpo técnico del equipo, por lo que es cedido a préstamo por un año al club Barnechea de la Primera B, y aunque durante la primera parte del campeonato no forma parte del equipo titular de los Huaicocheros, durante el transcurso del torneo, se termina por afianzar como titular, aunque terminando el Campeonato en la zona de descenso.
En su vuelta a Palestino el año 2022, se transforma en una de las promesas del primer equipo, llegando directamente a la alineación titular y afianzándose en esta de la mano del técnico Gustavo Costas.

## Estadísticas
| Club              | Div.          | Temporada     | Liga  | Liga  | Liga   | Copas Nacionales | Copas Nacionales | Copas Nacionales | Torneos Internacionales | Torneos Internacionales | Torneos Internacionales | Total | Total | Total  |
| Club              | Div.          | Temporada     | Part. | Goles | Asist. | Part.            | Goles            | Asist.           | Part.                   | Goles                   | Asist.                  | Part. | Goles | Asist. |
| ----------------- | ------------- | ------------- | ----- | ----- | ------ | ---------------- | ---------------- | ---------------- | ----------------------- | ----------------------- | ----------------------- | ----- | ----- | ------ |
| Palestino · Chile | 1.ª           | 2020          | 1     | 0     | 0      | 0                | 0                | 0                | 0                       | 0                       | 0                       | 1     | 0     | 0      |
| Barnechea · Chile | 2.ª           | 2021          | 16    | 1     | 0      | 3                | 0                | 0                | 0                       | 0                       | 0                       | 19    | 1     | 0      |
| Barnechea · Chile | Total club    | Total club    | 16    | 1     | 0      | 3                | 0                | 0                | 0                       | 0                       | 0                       | 19    | 1     | 0      |
| Palestino · Chile | 1.ª           | 2022          | 20    | 0     | 2      | 2                | 0                | 0                | 0                       | 0                       | 0                       | 22    | 0     | 2      |
| Palestino · Chile | 1.ª           | 2023          | 19    | 0     | 0      | 1                | 0                | 0                | 5                       | 0                       | 0                       | 25    | 0     | 0      |
| Palestino · Chile | 1.ª           | 2024          | 12    | 0     | 2      | 2                | 0                | 1                | 8                       | 0                       | 1                       | 22    | 0     | 4      |
| Palestino · Chile | Total club    | Total club    | 52    | 0     | 4      | 5                | 0                | 1                | 13                      | 0                       | 1                       | 70    | 0     | 6      |
| Total carrera     | Total carrera | Total carrera | 68    | 1     | 4      | 8                | 0                | 1                | 13                      | 0                       | 1                       | 89    | 1     | 6      |
| 1. 2. 3.          |               |               |       |       |        |                  |                  |                  |                         |                         |                         |       |       |        |